# Női 10 km-es sífutás az 1952. évi téli olimpiai játékokon
Az 1952. évi téli olimpiai játékokon a sífutás női 10 km-es versenyszámát február 23-án rendezték a Holmenkollen síközpontban. Ez volt az első női sífutóverseny a téli olimpia történetében. A versenyen három finn sportoló végzett az élen, az aranyérmet Lydia Wideman nyerte. Magyar versenyző nem vett részt a versenyszámban.

## Végeredmény
Az időeredmények másodpercben értendők.
| Helyezés | Versenyző              | Nemzet              | Időeredmény   |
| -------- | ---------------------- | ------------------- | ------------- |
| Arany    | Lydia Wideman          | Finnország (FIN)    | 41:40         |
| Ezüst    | Mirja Hietamies        | Finnország (FIN)    | 42:39         |
| Bronz    | Siiri Rantanen         | Finnország (FIN)    | 42:50         |
| 4.       | Märta Norberg          | Svédország (SWE)    | 42:53         |
| 5.       | Sirkka Polkunen        | Finnország (FIN)    | 43:07         |
| 6.       | Rakel Wahl             | Norvégia (NOR)      | 44:54         |
| 7.       | Marit Øiseth           | Norvégia (NOR)      | 45:04         |
| 8.       | Margit Albrechtsson    | Svédország (SWE)    | 45:05         |
| 9.       | Eivor Alm              | Svédország (SWE)    | 45:20         |
| 10.      | Gina Regland-Sigstad   | Norvégia (NOR)      | 45:37         |
| 11.      | Sonja Edström          | Svédország (SWE)    | 45:41         |
| 12.      | Jorun Tangen-Askersrud | Norvégia (NOR)      | 47:45         |
| 13.      | Hanni Gehring          | Németország (GER)   | 50:39         |
| 14.      | Nada Birko-Kustec      | Jugoszlávia (YUG)   | 50:44         |
| 15.      | Josette Baisse         | Franciaország (FRA) | 51:43         |
| 16.      | Angela Kordež          | Jugoszlávia (YUG)   | 52:33         |
| 17.      | Fides Romanin          | Olaszország (ITA)   | 54:43         |
| 18.      | Michèle Angirany       | Franciaország (FRA) | 54:56         |
| –        | Ildegarda Taffra       | Olaszország (ITA)   | nem ért célba |
| –        | Lizzy Kladensky        | Ausztria (AUT)      | nem ért célba |